# ستيران

البنية الهيكلية للستيران

البنية الهيكلية للغوران

الستيران هو ألكان حلقي مشبع يتألف من أربعة مركبات حلقية، وهو يشكل نواة بنية الستيرويدات والستيرولات. يطلق على مشتقات هذا المركب اسم الستيرانات.
يستخدم الستيران واسماً حيوياً في خلايا حقيقيات النوى.
عندما تكون الحلقتين B و C وكذلك الحلقتين C و D في وضعية تصاوغ مفروق (trans) بالنسبة لبعضها يسمى المركب حينئذٍ غوران.
من أمثلة المركبات الحيوية الحاوية على بنية الستيران كل من : بروجستيرون وألدوستيرون وكورتيزول وتستوستيرون.